# Paula Sherriff
Paula Michelle Sherriff (née le 16 avril 1975) est une femme politique du parti travailliste britannique. Elle est députée de Dewsbury de Élections générales britanniques de 2015 à 2019. Elle est auparavant conseillère à Pontefract, au conseil de district de Wakefield.

## Carrière parlementaire
Le 11 janvier 2016, Sherriff démissionne de son poste auprès de Jon Trickett, shadow ministre au gouvernement local et des collectivités.
Le 21 mars 2016, elle obtient que la "taxe sur les tampons" soit supprimée. Paula Sherriff est la première députée backbencher de l'histoire parlementaire à faire adopter un amendement à une résolution relative au budget. La première ministre et le chef du parti travailliste saluent son travail sur la question.
Elle est nommée ministre fantôme de la Santé mentale et des Services sociaux en janvier 2018.